# ギリメカラ
ギリメカラ（Girimekra、Grīmekhala、Girimekhalā、Grīmekhalaṃ）とは、スリランカの神話に登場する巨大な象の怪物。主に東南アジアの上座部仏教が信仰されている地域に出てくる魔の象である。説話ではいつもギリメカラは仏陀の前でこけてひざまづきマーラの前で失態をしでかす象である。

## 概要
その大きさは極めて巨大であり、身長が150リーグとも250ヨージャナとも言われている。神話に登場する生物は巨大なものが多いが、ギリメカラのように具体的な大きさが書かれた例は珍しい。仏教における魔王マーラが乗る乗獣とされ、「ジャータカ」には、ギリメカラに乗ったマーラが釈迦の修行の邪魔をする記述がある。

## 釈迦との関係
釈迦が悟りを開く禅定の修行中に、ギリメカラに乗ったマーラは、釈迦の上に「旋風・大雨・砂・泥・岩・炭火・熱い灰・武器・暗闇」という９つの苦難の雨を降らせたが、釈迦を悟りの座から動かすことはできず、続いてマーラは部下の悪魔たちに命じて釈迦を妨害しようとするが、悪魔の攻撃は不思議な力で止められ、釈迦に届かない。さらにマーラは釈迦に「修行を積んだことを証明する証人を呼べ。」と言ったが、釈迦は「証人は、この大地だ。」と答えた。その瞬間、大地が「私が証人だ。」と叫びだした。ギリメカラは、これに驚いて、戦意を失って釈迦の前にひざまづき、マーラは負けを認めて釈迦の前から姿を消したという。

## アイラーヴァタとの関係
スリランカでは、インドと宗教的に対立していた過去があり、インドの善の神であるものが、スリランカでは悪の神である場合がある。ギリメカラもこれも該当し、インドではアイラーヴァタに相当する。アイラーヴァタは白い肌の、4本の牙と1対の翼を持つ巨大な象であり、その翼で空を飛び、空に雲をつくることができる。主人は雷神インドラである。